# Nils Karlsson Pyssling (film)
Nils Karlsson Pyssling är en svensk filmatisering från 1990 av Astrid Lindgrens novell Nils Karlsson Pyssling, i regi av Staffan Götestam.

## Handling

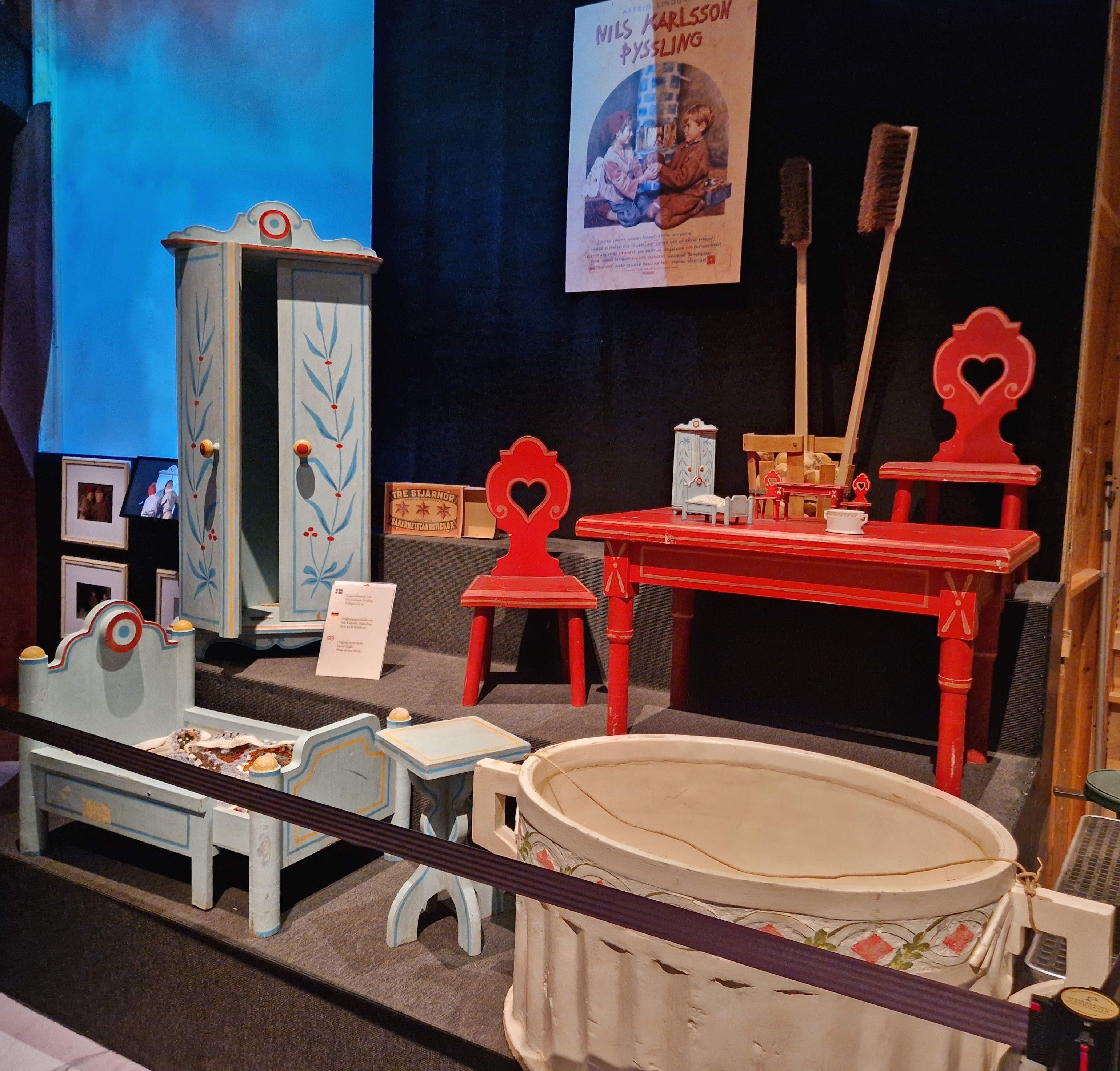
Originalföremål från Nils Karlsson Pyssling.

7-årige Bertils föräldrar är på jobbet och Bertil är ensam hemma och har långtråkigt. Han är det enda barnet i familjen sedan hans syster Märta dött i en sjukdom. Men allt förändras när han träffar lille Nils Karlsson Pyssling och de blir vänner. Nisse är en pyssling som bor nere i källaren i ett rum som han hyr av råttan Tjofsan. Hon är elak och vill bita ihjäl Nisse om han inte betalar hyran. Men Bertil och Nisse lyckas få Tjofsan att försvinna helt.

## Rollista
- Oskar Löfkvist – Bertil
- Jonatan Lindoff – Nils Karlsson Pyssling (Nisse)
- Charlie Elvegård – pappa
- Britta Pettersson – mamma
- Ulla Sallert – tant Hulda